# Kōichirō Tomita
Pour les articles homonymes, voir Tomita.
Kōichirō Tomita (冨田弘一郎, Tomita Kōichirō), né le 16 février 1925
et mort le 22 mai 2006 , est un astronome japonais.
D'après le Centre des planètes mineures, il a découvert neuf astéroïdes entre 1978 et 1982.
L'astéroïde (2391) Tomita porte son nom.
| (2252) CERGA        | 1er novembre 1978 |
| (3056) INAG         | 1er novembre 1978 |
| (3765) Texereau     | 16 septembre 1982 |
| (4051) Hatanaka     | 1er novembre 1978 |
| (8788) Labeyrie     | 1er novembre 1978 |
| (8986) Kineyayasuyo | 1er novembre 1978 |
| (11258) Aoyama      | 1er novembre 1978 |
| (32738) 1978 VT1    | 1er novembre 1978 |
| (69234) 1978 VO2    | 1er novembre 1978 |